# Reichenau (Innsbruck)

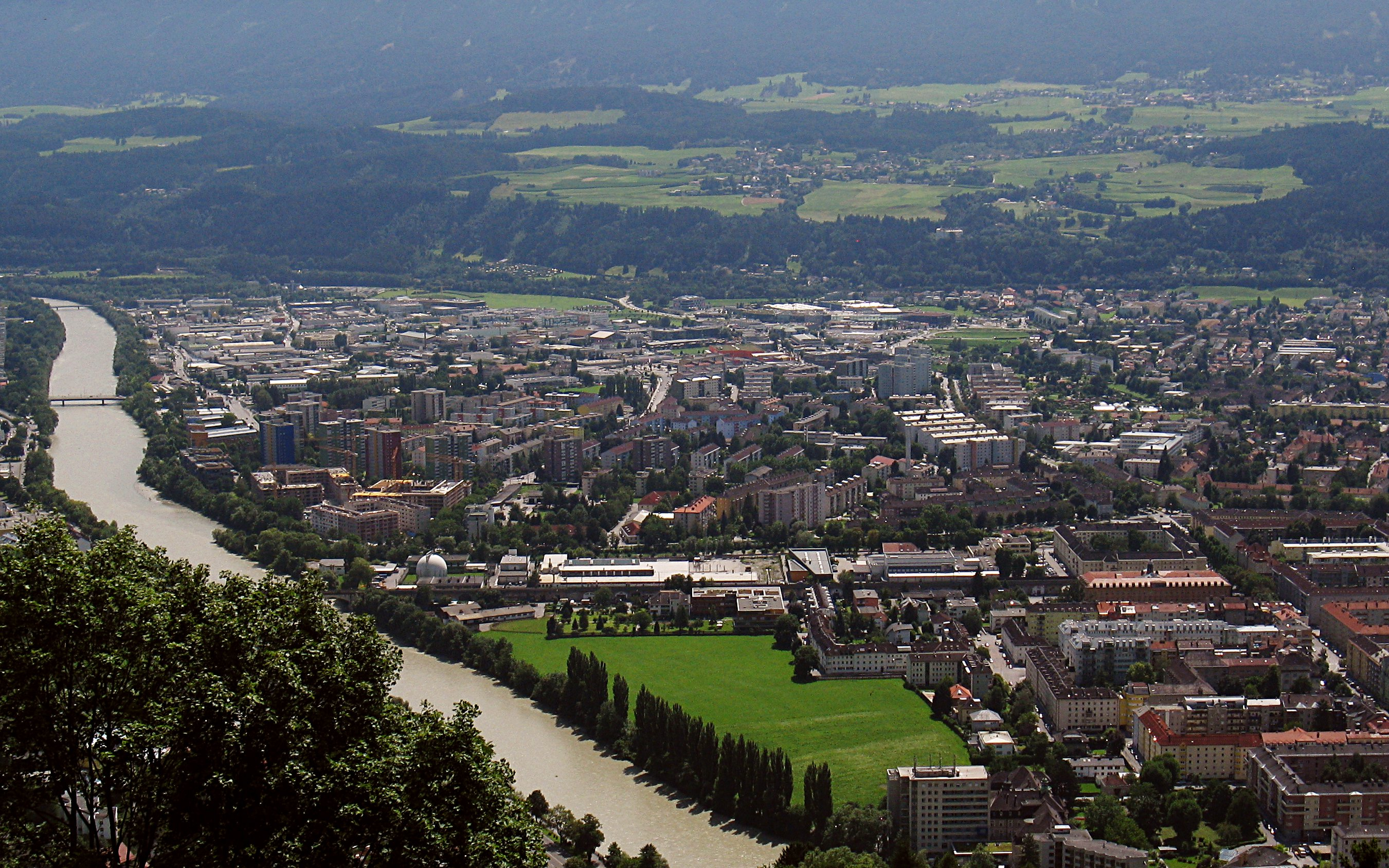
Reichenau dopo lo sviluppo edilizio

Reichenau è un quartiere di Innsbruck, posto nella zona ad Est del centro cittadino. Il nome  originariamente "Reychnau" (noto anche come "Raut") e indica  un debbio (un terreno disboscato e fertilizzato tramite incendi. La fattoria locale era responsabile per la fornitura della corte principesca di Innsbruck nel 1665. Fu acquisita dalla città di Innsbruck nel 1902.
Tra il 1920 e il 1947 fu sede dell'Aeroporto di Innsbruck, poi trasferito a Kranebitten.
Il successivo sviluppo della città ha fatto sì che a Reichenau sia diventato a tutti gli effetti un quartiere di Innsbruck.

## Il campo di concentramento di Reichenau

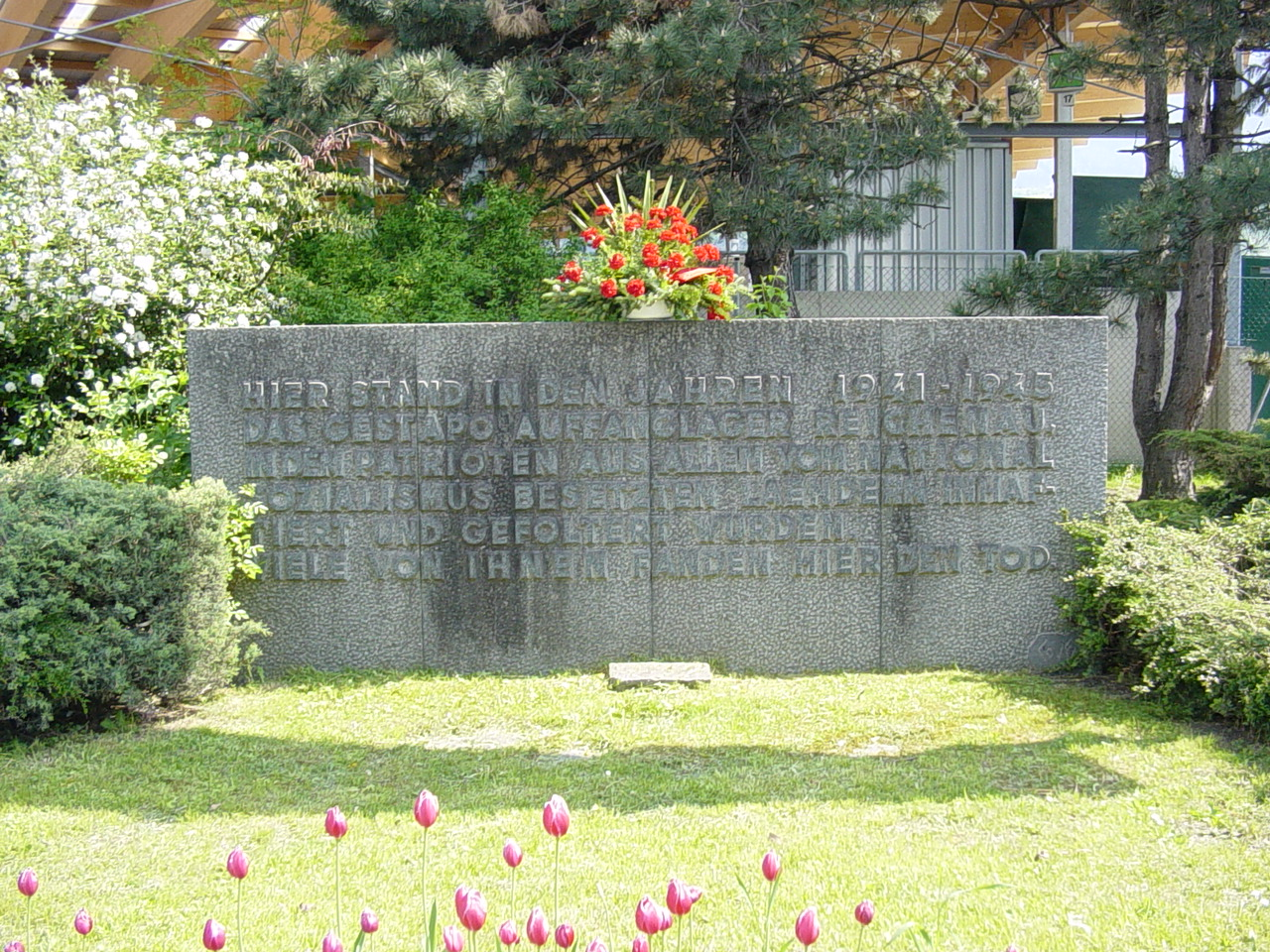
Monumento commemorativo dei deportati

Dal 1941 al 1945 fu sede di un Arbeitserziehungslager (Campo di educazione al lavoro) gestito dalla Gestapo, dove transitarono molti deportati italiani, dal 1944 spesso provenienti dal Campo di concentramento di Bolzano.